# Angel de Jesus Camacho Ramirez
Angel de Jesus Camacho Ramirez (León, 28 dicembre 2004) è un nuotatore paralimpico messicano.

## Biografia
Camacho Ramírez ha studiato graphic design presso l'istituto tecnico superiore National College of Professional Technical Education. Ha iniziato a nuotare nel 2018 dopo che un nuotatore disabile suggerì al padre di Angel di provare questa disciplina. È affetto da sindrome di Hanhart.

## Carriera
Camacho Ramírez ha rappresentato il Messico alle Paralimpiadi estive del 2020 di Tokyo dove ha vinto una medaglia di bronzo nei 50 metri dorso classe S4. Ha anche vinto due medaglie di bronzo ai Campionati mondiali di nuoto paralimpico del 2022 e due medaglie d'oro ai Giochi parapanamericani nel 2023. Alle Paralimpiadi di Parigi del 2024 vince altre due medaglie di bronzo dopo quella di Tokyo ed una medaglia d'argento.

## Palmarès

### Giochi paralimpici
| Anno | Manifestazione                 | Sede   | Evento                           | Risultato | Note |
| ---- | ------------------------------ | ------ | -------------------------------- | --------- | ---- |
| 2021 | XVI Giochi paralimpici estivi  | Tokyo  | 50 metri dorso classe S4         | Bronzo    |      |
| 2024 | XVII Giochi paralimpici estivi | Parigi | 100 metri stile libero classe S4 | Bronzo    |      |
| 2024 | XVII Giochi paralimpici estivi | Parigi | 50 metri dorso classe S4         | Argento   |      |
| 2024 | XVII Giochi paralimpici estivi | Parigi | 150 metri misti classe SB4       | Bronzo    |      |

### Mondiali
| Anno | Manifestazione               | Sede       | Evento                                 | Risultato | Note |
| ---- | ---------------------------- | ---------- | -------------------------------------- | --------- | ---- |
| 2022 | Campionati mondiali di nuoto | Madeira    | 50 metri dorso classe S4               | Bronzo    |      |
| 2022 | Campionati mondiali di nuoto | Madeira    | 200 metri stile libero classe S4       | Bronzo    |      |
| 2023 | Campionati mondiali di nuoto | Manchester | 50 metri dorso classe S4               | Argento   |      |
| 2023 | Campionati mondiali di nuoto | Manchester | 200 metri stile libero classe S4       | Argento   |      |
| 2023 | Campionati mondiali di nuoto | Manchester | 150 metri individuale misto classe SM4 | Bronzo    |      |

### Giochi parapanamericani
| Anno | Manifestazione          | Sede              | Evento                                 | Risultato | Note |
| ---- | ----------------------- | ----------------- | -------------------------------------- | --------- | ---- |
| 2023 | Giochi parapanamericani | Santiago del Cile | 50 metri dorso classe S4               | Oro       |      |
| 2023 | Giochi parapanamericani | Santiago del Cile | 150 metri individuale misto classe SM4 | Oro       |      |